# Майдан-Каштелянський
Майдан-Каштелянський (пол. Majdan Kasztelański) — село в Польщі, у гміні Юзефув Білґорайського повіту Люблінського воєводства.
Населення — 171 особа (2011).
У 1975-1998 роках село належало до Замойського воєводства.

## Демографія
Демографічна структура станом на 31 березня 2011 року:
|          | Загалом | Допрацездатний вік | Працездатний вік | Постпрацездатний вік |
| -------- | ------- | ------------------ | ---------------- | -------------------- |
| Чоловіки | 82      | 12                 | 63               | 7                    |
| Жінки    | 89      | 13                 | 51               | 25                   |
| Разом    | 171     | 25                 | 114              | 32                   |